# Jakub Forejt
Jakub Forejt (* 13. Juli 2000) ist ein tschechischer Leichtathlet, der sich auf den Diskuswurf spezialisiert hat.

## Sportkarriere
Erste Erfahrung bei internationalen Meisterschaften sammelte Jakub Forejt im Jahr 2017, als er bei den U18-Weltmeisterschaften in Nairobi mit einer Weite von 57,44 m den sechsten Platz mit dem leichteren 1,5-kg-Diskus belegte. Im Jahr darauf belegte er bei den U20-Weltmeisterschaften in Tampere mit dem 1,75-kg-Diskus mit 57,95 m den neunten Platz und 2019 gewann er bei den U20-Europameisterschaften in Borås mit 61,64 m die Bronzemedaille. 2021 schied er bei den U23-Europameisterschaften in Tallinn mit 53,35 m in der Qualifikationsrunde aus und 2025 wurde er bei der 1. Liga der Team-Europameisterschaft in Madrid mit 57,43 m 13. Anschließend belegte er bei den World University Games in Bochum mit 56,00 m den achten Platz.
2022 wurde Forejt tschechischer Hallenmeister im Kugelstoßen.

## Persönliche Bestleistungen
- Kugelstoßen: 17,28 m, 25. Juni 2022 in Hodonín
- Diskuswurf: 58,48 m, 1. Juni 2025 in Kladno